# Кац, Натан
Ната́н Кац (фр. Nathan Katz; 24 декабря 1892, Вальдигофен — 12 января 1981, Мюлуз) — эльзасский и немецкий поэт, драматург и переводчик. Считается одним из крупнейших авторов XX века, писавших на эльзасском языке.

## Биография
Родился в еврейской семье. Отец был резником (шойхетом). Мать происходила из богатой семьи, владевшей текстильным бизнесом в Блотзайме. Семья владела мясным магазином. Будущий поэт посещал единственную школу в деревне, где преподавание в соответствии со статусом аннексированного Эльзаса было тогда исключительно на немецком языке. Благодаря матери овладел и французским языком. Самостоятельно овладел английским языком.
В сентябре 1913 года Кац был призван в Германскую имперскую армию. Сражался на стороне Германской империи во время Первой мировой войны и был ранен 20 августа 1914 года около Сарребурга. Во время своего пребывания в госпитале изучал немецкую литературу во Фрайбургском университете. В январе 1915 году был отправлен на Восточный фронт. Он был зачислен в 150-й пехотный полк в Алленштейне (Восточная Пруссия), который в марте был направлен воевать с русскими войсками. В июне 1915 г. Кац попал в плен к русским войскам под Остроленкой и затем находился в лагерях для военнопленных в Сергаче и Нижнем Новгороде. Именно в русском плену поэтом был создан первый сборник стихов — Das Galgenstüblein (Виселица), изданный спустя пять лет, в 1920 году..
В августе 1916 г. Каца как эльзасского уроженца передали французскому командованию, и с сентября 1916 по январь 1918 г. он провёл 16 месяцев в лагере военнопленных в Сен-Рамбер-сюр-Луар. В декабре 1918 г. он получил разрешение вернуться в родной город .
В стихах он воспевал свою родину и затрагивал темы ужасов войны Занимался переводами на немецкий язык Уильяма Шекспира, Чарльза Пеги, Тенниссона, Роберта Бернса и Фредерика Мистральи. Писал рассказы и стихи на эльзасском языке. Во время Второй мировой войны ему пришлось эвакуироваться в Лимузен. После окончания войны, поэт вернулся в Мюлуз, где с 1946 года вплоть до выхода на пенсию в 1958 году работал библиотекарем в городской библиотеке. Жил в Мюлузе вплоть до своей смерти в 1981 году.
|  | «Я хотел доказать, что на нашем диалекте, на этом старом аутентичном диалекте можно найти слова трогательной поэзии, чтоб выразить благороднейшие чувства души.» — Д-р Натан Кац. |

### Семья
Был женат на Франсуазе Кац, урождённой Буальи, правнучке французского живописца Луи-Леопольда Буальи и генерала Фуа. После смерти поэта она посвятила свою жизнь систематизации его творческого наследия.

### Память
- В 2005 году учреждена Премия имени Натана Каца[9][10] (фр. Prix du patrimoine Nathan Katz), присуждаемая молодым поэтам.
- В честь поэта возвигнут памятник в его родном городе Вальдигофене.
- В память о д-ре Натане Каце в городах Мюлуз (Allée Nathan Katz) и Блотзайм (Rue Nathan Katz) названы улицы[3].